# Авокаја језик
Авокаја језик је језик из породице нило-сахарских језика, централносуданска грана. Њиме се служи око 40.000 становика у вилајету Западна Екваторија, око Маридија у Јужном Судану и 25.000 становника северног Др Конга. Користи латинично писмо.